# Héracle II de Polignac
Pour les autres membres de la famille, voir Maison de Polignac.
 (avril 2012).
Si vous disposez d'ouvrages ou d'articles de référence ou si vous connaissez des sites web de qualité traitant du thème abordé ici, merci de compléter l'article en donnant les références utiles à sa vérifiabilité et en les liant à la section « Notes et références ».

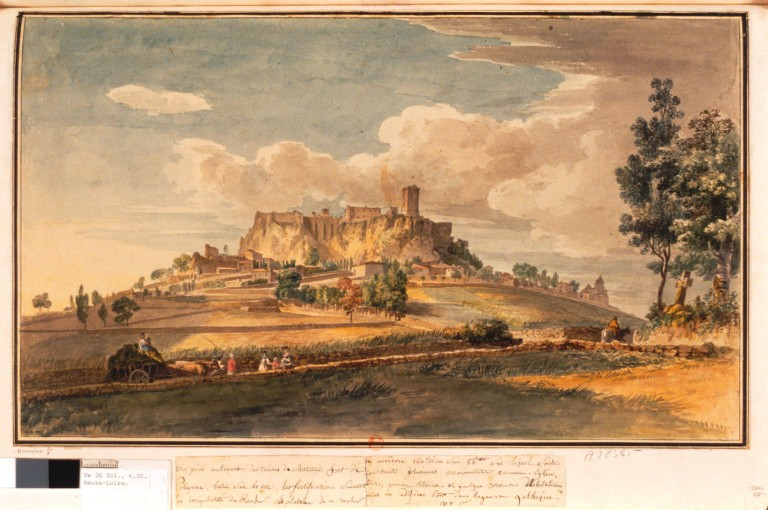
Ruines de son château.

Héracle II de Polignac († 9 juillet 1098, Antioche), vicomte de Polignac, est seigneur auvergnat, participant de la première croisade.

## Biographie
La première Maison de Polignac est établie en Velay, au château éponyme, dès le XIe siècle au moins, et possède à cette date, depuis peut-être un certain temps déjà, le titre vicomtal. C'est l'une des familles les plus puissantes d'Auvergne.
Héracle est le fils d'Auxilende de Tournon et de Guillaume 1er de Polignac. Il a pour frère Pons († après 1105), aussi appelé vicomte de Polignac. Il épouse Richarde de Montboissier. Il part pour la première croisade en 1096. Il est blessé sous les murs d'Antioche, le 28 juin 1098, il y meurt le 9 juillet 1098.